# 클립스

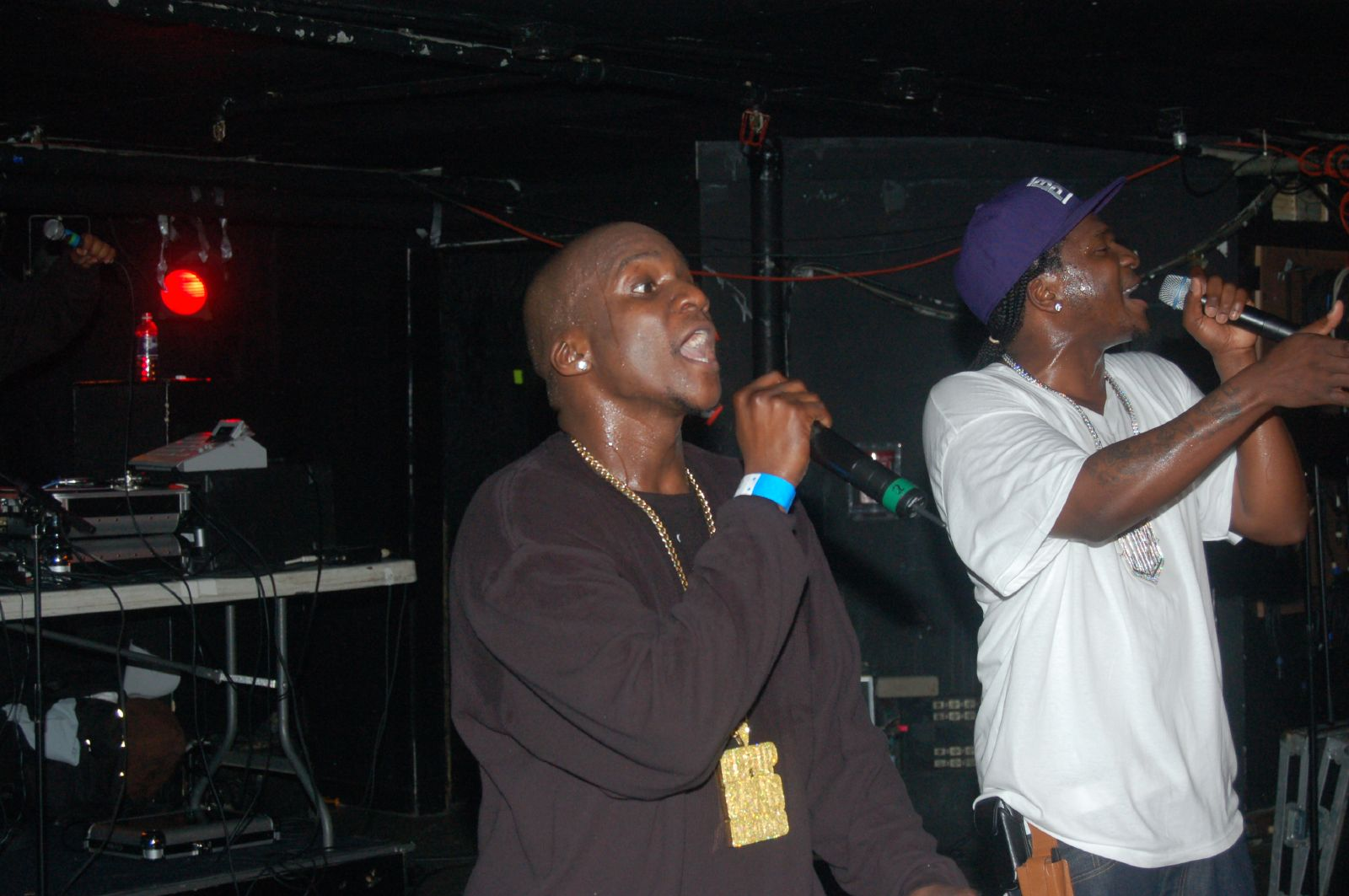

클립스(Clipse)는 미국의 힙합듀오이다. 1992년 결성됐으며, 멤버로는 Malice (본명:Gene Thornton 출생:1973년 ~ ) 와 Pusha T(본명:Terrence Thornton 출생:1977년 ~ )로 이루어져 있다. 또한 힙합그룹이자 프로듀서 듀오인 넵튠즈가 전속프로듀서이다.